# اعلامیه حقوق ویرجینیا
اعلامیه حقوق ویرجینیا (انگلیسی: Virginia Declaration of Rights) سندی است که پیش‌نویس آن در سال ۱۷۷۶ برای اعلام حقوق طبیعی مردم، از جمله حق اصلاح یا لغو «نابرابر قوانین حکومتی» ویرجینیا نوشته شد. این اعلامیه بر روی تعدادی از اسناد بعدی، از جمله اعلامیه استقلال ایالات متحده (۱۷۷۶) و منشور حقوق ایالات متحده آمریکا (۱۷۸۹) تأثیر گذاشت.

## تهیه و تدوین

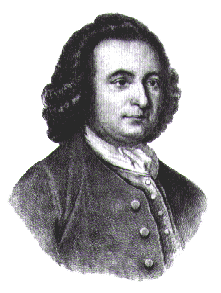
جرج میسون نویسنده اصلی اعلامیه حقوق ویرجینیا

این اعلامیه به اتفاق آراء توسط کنوانسیون پنجم ویرجینیا در ویلیامزبرگ، ویرجینیا در تاریخ ۱۲ ژوئن ۱۷۷۶ به عنوان یک سند جداگانه از قانون اساسی ویرجینیا که بعداً در تاریخ ۲۹ ژوئن ۱۷۷۶ به تصویب رسید، تصویب شد. در سال ۱۸۳۰، اعلامیه حقوق در ماده ۱قانون اساسی ایالتی ویرجینیا آمده بود ولی قبل از آن در اعلامیه حقوق ویرجینیا آمده بود که آن «اساس و پایه دولت» در ویرجینیا است. نسخه‌ای که کمی به روز شده و ممکن است که هنوز در قانون اساسی ویرجینیا باشد آن را به‌طور قانونی اجرایی کرد.
ده ماده در ابتدا توسط جرج میسون در تاریخ ۲۰–۲۶ می ۱۷۷۶ نگارش شد. سه ماده دیگر در کمیته اضافه شد که در پیش‌نویس اصلی در دستنویس توماس لودول لی دیده می‌شد، اما نویسنده آن ناشناخته است. جیمز مدیسون بعداً درج ماده‌ای دربارهٔ آزادهای مذهبی را پیشنهاد کرد، اما کنوانسیون بزرگتر ویرجینیا تغییرات بیشتری را در اطلاعیه ایجاد کرد. سپس توسط کمیته و کل کنوانسیون، یک بخش در مورد حق یک دولت واحد (بند ۱۴) را به اطلاعیه اضافه کرد. پاتریک هنری، با این استدلال که قوانین عادی می‌تواند در برابر برخی از مجرمان خطرناک بی‌اثر باشد. کنوانسیون را متقاعد کرد تا بخش‌هایی از اطلاعیه که احکام جزای بدون محاکمه را ممنوع کرده بود حذف شود. ادموند پندلتون خط «زمانی که آن‌ها وارد یک دولت از جامعه می‌شوند»، را پیشنهاد کرد. این به برده داران اجازه می‌داد تا از اعلامیه حقوق جهانی حمایت کنند، زیرا از این خط این تفسیر می‌شد که حقوق جهانی شامل برده‌ها نمی‌شود، زیرا آن‌ها بخشی از جامعه مدنی نیستند.

## خلاصه اعلامیه حقوق در ویرجینیا
اعلامیه حقوق بشری که در کنوانسیونی کامل و آزاد برای اعطای حقوق آن‌ها و نسل‌های بعدیشان است، توسط نمایندگان مردم ویرجینیا، به عنوان اساس و پایه‌ای از حکومت تهیه شده‌است.
- بخش ۱: همه انسان‌ها آزاد، برابر و مستقل هستند و دارای حق حیات، آزادی و خوشبختی و امنیت‌اند.
- بخش ۲: تمامی قدرت، به مردم تعلق دارد و از مردم برآمده‌است.
- بخش ۳: دولت از آن مردم است و در حالی که صلاحیت نداشته باشد مردم می‌توانند آن را برکنار کنند.
- بخش ۴: هیچ‌کسی نمی‌تواند امتیاز ویژه داشته باشد و مناصب حکومتی موروثی نیست.
- بخش ۵: قوه‌های قانونگذاری و اجرایی کشور باید از قوه قضایی جدا و متمایز باشند. قوه‌های مجریه و قضاییه در انتخابات به آزمایش کشیده خواهند شد.
- بخش ۶: شرکت در انتخابات برای نمایندگان آزاد است. همه کسانی که به جامعه ارتباط دارند می‌توانند رأی بدهند و نمی‌بایست بدون اجازه آن‌ها از آن‌ها مالیات گرفت یا اموالشان گرفته شود.
- بخش ۷: قدرت‌هایی که توان تعلیق قوانین یا اجرای قوانین را دارند بدون رضایت نمایندگان مردم، به حقوق آن‌ها آسیب می‌رسانند و نباید مورد استفاده قرار گیرند.
- بخش ۸: در تمام پرونده‌های قضایی یا کیفری، افراد حق دارند از علت و ماهیت اتهام خود سؤال کنند تا بتوانند با شاکی یا شهود روبرو شوند و خواهان مدارکی به نفع خود شوند.
- بخش ۹: مجازات نقدی زیاد و جریمه‌های بیش از حد و مجازات‌های بی‌رحمانه و غیرعادی نباید اعمال شود.
- بخش ۱۰ درصورتی که به یک افسر یا پیام‌رسان فرمان داده شود بدون داشتن شواهد حقیقی جرم اماکن مشکوک را بازرسی کند یا افرادی را بدون داشتن شواهد دستگیر کند عملی ظالمانه انجام داده‌است.
- بخش ۱۱: در بحث‌های مربوط به اموال، اختلاف میان افراد می‌بایست توسط هیئت منصفه برطرف شود.
- بخش ۱۲: آزادی مطبوعات یکی از معضلات بزرگ آزادی است و هرگز نمی‌تواند توسط دولت‌های مستبد سرکوب شود.
- بخش ۱۳: شبه نظامیان به خوبی سازمان‌یافته تشکیل شده از افراد آموزش نظامی دیده تشکل مناسب، طبیعی و ایمن دفاع از یک ایالت آزاد است؛ در زمان صلح باید به عنوان خطر برای آزادی، اجتناب شود؛ و در تمامی موارد، ارتش باید تحت کنترل شدید قدرت مدنی باشد.
- بخش ۱۴: مردم حق یک دولت واحد را دارند به این ترتیب، هر حکومت دیگری غیر حکومت ویرجینیا باید در کادر آن قرار گیرد.
- بخش ۱۵: هیچ دولت آزاد یا بهره بری از آزادی در تملک هیچ‌کس نیست، مگر اینکه به عدالت و اعتدال پایبند باشد.
- بخش ۱۶: دین یا وظیفه‌ای که ما نسبت به خالق خود داریم و نحوه اجرای آن، تنها با دلیل و اعتقاد، نه با زور و خشونت، اعمال می‌شود. به این ترتیب، همه مردم حق دارند که بر اساس وجدان خود اعمال مذهبی را انجام دهند؛ و این وظیفه متقابل همگان است که به عنوان یک مسیحی یکدیگر را تحمل کنند، یکدیگر را دوست بدارند و به یکدیگر نیکوکاری کنند. نوشته جرج میسون، و مجمع قانون اساسی ویرجینیا در تاریخ ۱۲ ژوئن ۱۷۷۶ تصویب شد.[۹][۱۰]